# بوسعيدة (شقران 1)
بوسعيدة هو دُوَّار يقع بجماعة شكران، إقليم الحسيمة، جهة طنجة تطوان الحسيمة في المملكة المغربية. ينتمي الدوّار لمشيخة شقران 1 التي تضم 3 دواوير. يقدر عدد سكانه بـ 898 نسمة حسب الإحصاء الرسمي للسكان والسكنى لسنة 2004.

## روابط خارجية
- البوابة الوطنية للجماعات الترابية نسخة محفوظة 12 مارس 2018 على موقع واي باك مشين.
- المندوبية السامية للتخطيط